# Listă de actori - K
|  | Listă de actori \| \| Listă de actori - K \| Liste alfabetice de actori și actrițe \| Listă de actrițe A - B - C - D - E - F - G - H - I - J - K - L - M - N - O - P - Q - R - S - T - U - V - W - X - Y - Z |

## Actori - K
| - Christopher R. Kaldor - Takeshi Kaneshiro (* 1973) - Boris Karloff (1887 - 1969) - Mathieu Kassovitz (* 1967) - Danny Kaye (1911 - 1987) - Buster Keaton (1895 - 1966) - Michael Keaton (* 1951) - Harvey Keitel (* 1939) - Horst Keitel - Brian Keith (1921 - 1997) - David Keith (* 1954) - Gene Kelly (1912 - 1996) - Gary Kemp (* 1959) - Paul Kemp (1899 - 1953) - Ross Kemp (* 1964) - Arthur Kennedy (1914 - 1990) - George Kennedy (1925-2016) | - Shahrukh Khan (* 1965) - Zayed Khan - Alexander Khuon (* 1979) - Wolfgang Kieling (1924 - 1985) - Udo Kier (* 1944) - Ben Kingsley (* 1943) - Val Kilmer (* 1959) - Klaus Kinski (1926 - 1991) - Bruno Kirby (* 1949) - Takeshi Kitano (* 1947) - Kevin Kline (* 1947) - Paul Klinger (1907 - 1971) - Jack Klugman (* 1922) - Herbert Knaup (* 1956) - Don Knotts (1924 - 2006) - Alexander Knox (1907 - 1995) | - Gustav Knuth (1901 - 1987) - Sebastian Koch (* 1962) - Walter Koenig (* 1936) - Fritz Kortner (1892 - 1970) - Hansi Kraus (* 1952) - Peter Kraus (* 1939) - Werner Krauß (1884 - 1959) - Joachim Król (* 1957) - Bum Krüger (1906 - 1971) - Hardy Krüger (* 1928) - Pit Krüger (1943 - 2003) - Manfred Krug (* 1937) - Hans-Joachim Kulenkampff (1921 - 1998) - Mehmet Kurtulus (* 1972) - Elmar Kühling (* 1968) - Ralph Kretschmar (* 1980) |

## Actrițe
|  | Listă de actrițe \| \| Listă de actori \| Liste alfabetice de actori și actrițe \| Listă de actrițe A - B - C - D - E - F - G - H - I - J - K - L - M - N - O - P - Q - R - S - T - U - V - W - X - Y - Z |